# Ascanio
Nella mitologia greca e romana Ascanio (in greco antico Ασκάνιος, in latino Ascanius) era figlio di Enea e Creusa, figlia di Priamo. Era chiamato anche Iulo dai Romani, ma alcune fonti gli attribuiscono il nome alternativo di Eurileone.

## Il mito
La figura di Ascanio è del tutto sconosciuta all'Iliade; nel poema omerico il nome va a identificare un giovane condottiero frigio delle truppe che provengono dall'Ascania e uno dei suoi guerrieri, ma in realtà questi due personaggi di nome Ascanio non possiedono alcun collegamento con il figlio di Enea e della principessa troiana Creusa.

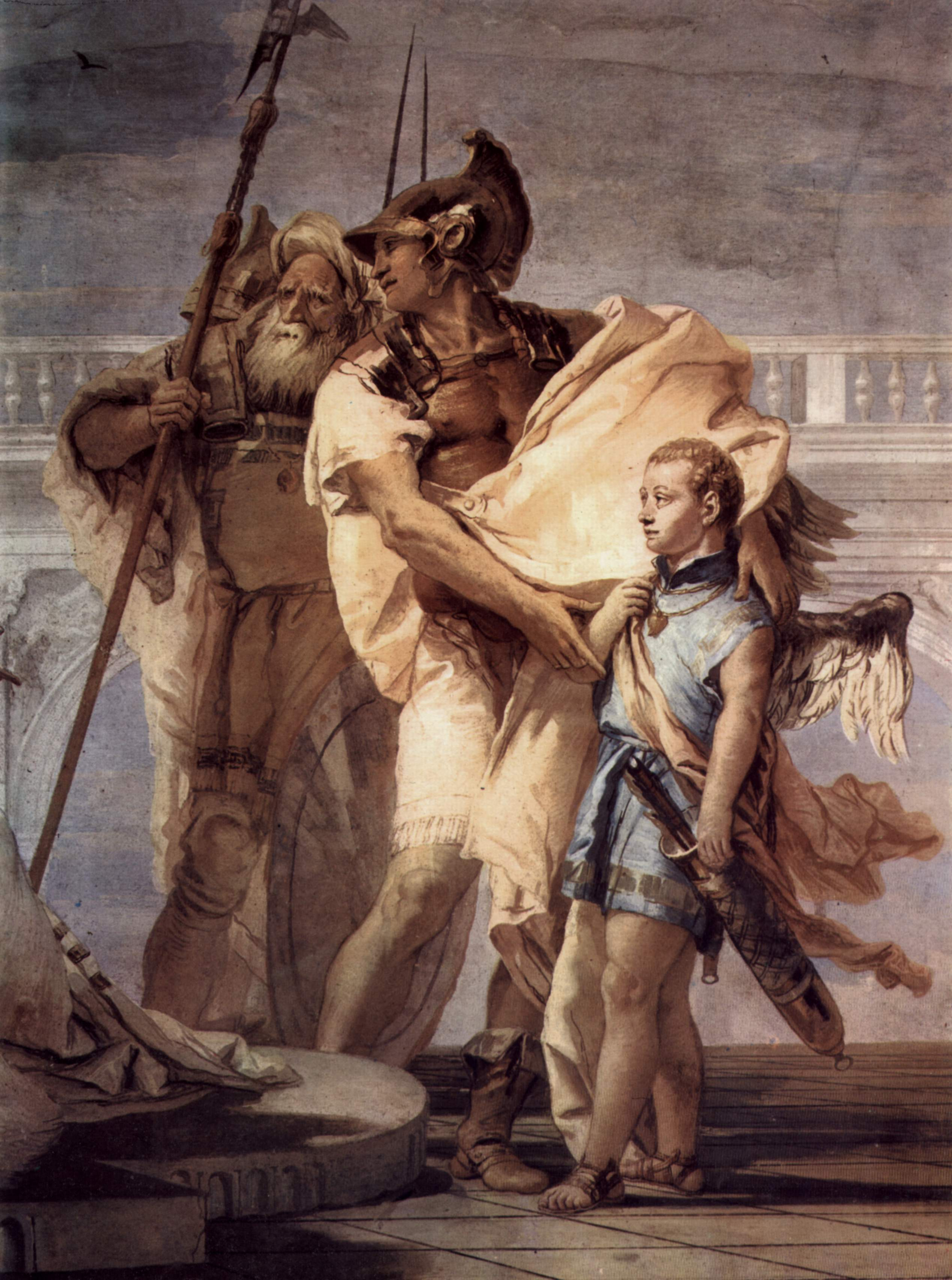
Enea presenta Amore a Didone, nelle sembianze di Ascanio, affresco di Giambattista Tiepolo, 1757, conservato a Vicenza, Villa Valmarana.

Nell'Eneide di Virgilio sono molti i versi dedicati ad Ascanio. Durante la notte della caduta di Troia viene improvvisamente avvolto da una misteriosa lingua di fuoco che lo lascia indenne: chiaro segno di una protezione da parte degli dei. Enea riesce infatti a fuggire da Troia con il figlio e sbarca prima a Cartagine presso la regina Didone (che s'innamora di Enea per una freccia scoccata da Cupido che ha assunto l'aspetto di Ascanio), quindi nel Lazio, dove è accolto dal Re Latino, che gli promette in sposa la figlia Lavinia. Qui però Ascanio, durante una battuta di caccia, ferisce a morte accidentalmente la cerva domestica di un giovane cortigiano del re, Almone; troiani e latini passano dalle parole alle armi; Almone viene colpito alla gola da una freccia e si accascia morto al suolo. Scoppia così la guerra, nella quale Ascanio ucciderà Numano, cognato di Turno, re dei Rutuli. Appare per l'ultima volta nel libro XII, accanto al padre rimasto ferito durante la guerra, poi vinta dai troiani.
Tito Livio, nel suo Ab Urbe Condita, non chiarisce la maternità di Ascanio. Se infatti all'inizio del suo racconto, l'attribuisce a Lavinia, più avanti riporta che potrebbe essere figlio di Creusa. Di certo, conclude Livio, Enea ne è il padre.
(Tito Livio, Ab Urbe Condita, 1, 3.)
Morto Enea, Lavinia, incinta, si allontana dalla reggia per contrasti con Ascanio. Si rifugia in casa di Tirro, il padre dello sfortunato Almone, dove partorisce Silvio. Paventando il rischio di nuove tensioni con Tirro, che a lungo gli aveva serbato rancore per aver provocato la rissa in cui era morto il figlio, Ascanio fa richiamare Lavinia. Tito Livio gli attribuisce la fondazione di Alba Longa sul Monte Albano; Ascanio, divenuto anche re della città, sarebbe poi morto quattro anni dopo. Suoi discendenti saranno Romolo e Remo.
Ad Ascanio succedette Silvio, suo fratellastro secondo l'Eneide; secondo Tito Livio, invece, Ascanio e Silvio erano padre e figlio. . In ogni caso tra i discendenti di Silvio ci furono Romolo e Remo, e sempre da qui trasse origine la gens Iulia, a cui appartennero Gaio Giulio Cesare e Ottaviano Augusto. Con quest'ultimo la gens assurse al rango di prima Dinastia Imperiale, divenendo in seguito nota come Dinastia Giulio-Claudia.

## Albero genealogico

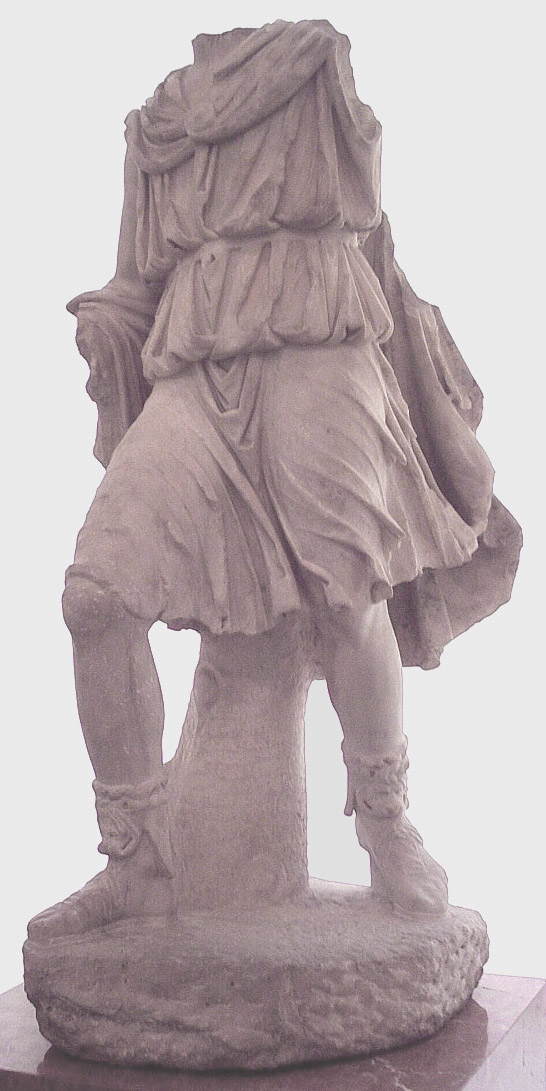
Statua di Ascanio, proveniente da Emerita Augusta, (attuale Mérida, Spagna), marmo, prima metà del I secolo d.C., Madrid, Museo Arqueológico Nacional de España.

|  |  |        |        |        |        | Anchise         | Anchise         | Anchise         | Anchise         | Anchise         | Anchise         |          |          | Afrodite/Venere | Afrodite/Venere | Afrodite/Venere | Afrodite/Venere | Afrodite/Venere | Afrodite/Venere |               |               | Latino     | Latino     | Latino     | Latino     | Latino     | Latino     |        |        |      |      |
|  |  |        |        |        |        | Anchise         | Anchise         | Anchise         | Anchise         | Anchise         | Anchise         |          |          | Afrodite/Venere | Afrodite/Venere | Afrodite/Venere | Afrodite/Venere | Afrodite/Venere | Afrodite/Venere |               |               | Latino     | Latino     | Latino     | Latino     | Latino     | Latino     |        |        |      |      |
|  |  |        |        |        |        |                 |                 |                 |                 |                 |                 |          |          |                 |                 |                 |                 |                 |                 |               |               |            |            |            |            |            |            |        |        |      |      |
|  |  | Creusa | Creusa | Creusa | Creusa | Creusa          | Creusa          |                 |                 | Enea            | Enea            | Enea     | Enea     | Enea            | Enea            |                 |                 |                 |                 | Lavinia       | Lavinia       | Lavinia    | Lavinia    | Lavinia    | Lavinia    |            |            |        |        |      |      |
|  |  | Creusa | Creusa | Creusa | Creusa | Creusa          | Creusa          |                 |                 | Enea            | Enea            | Enea     | Enea     | Enea            | Enea            |                 |                 |                 |                 | Lavinia       | Lavinia       | Lavinia    | Lavinia    | Lavinia    | Lavinia    |            |            |        |        |      |      |
|  |  |        |        |        |        |                 |                 |                 |                 |                 |                 |          |          |                 |                 |                 |                 |                 |                 |               |               |            |            |            |            |            |            |        |        |      |      |
|  |  |        |        |        |        | Ascanio, o Iulo | Ascanio, o Iulo | Ascanio, o Iulo | Ascanio, o Iulo | Ascanio, o Iulo | Ascanio, o Iulo |          |          | Silvio          | Silvio          | Silvio          | Silvio          | Silvio          | Silvio          |               |               |            |            |            |            |            |            |        |        |      |      |
|  |  |        |        |        |        | Ascanio, o Iulo | Ascanio, o Iulo | Ascanio, o Iulo | Ascanio, o Iulo | Ascanio, o Iulo | Ascanio, o Iulo |          |          | Silvio          | Silvio          | Silvio          | Silvio          | Silvio          | Silvio          |               |               |            |            |            |            |            |            |        |        |      |      |
|  |  |        |        |        |        | Silvio          | Silvio          | Silvio          | Silvio          | Silvio          | Silvio          |          |          |                 |                 | Enea Silvio     | Enea Silvio     | Enea Silvio     | Enea Silvio     | Enea Silvio   | Enea Silvio   |            |            |            |            |            |            |        |        |      |      |
|  |  |        |        |        |        | Silvio          | Silvio          | Silvio          | Silvio          | Silvio          | Silvio          |          |          |                 |                 | Enea Silvio     | Enea Silvio     | Enea Silvio     | Enea Silvio     | Enea Silvio   | Enea Silvio   |            |            |            |            |            |            |        |        |      |      |
|  |  |        |        |        |        | Bruto di Troia  | Bruto di Troia  | Bruto di Troia  | Bruto di Troia  | Bruto di Troia  | Bruto di Troia  |          |          |                 |                 | Latino Silvio   | Latino Silvio   | Latino Silvio   | Latino Silvio   | Latino Silvio | Latino Silvio |            |            |            |            |            |            |        |        |      |      |
|  |  |        |        |        |        | Bruto di Troia  | Bruto di Troia  | Bruto di Troia  | Bruto di Troia  | Bruto di Troia  | Bruto di Troia  |          |          |                 |                 | Latino Silvio   | Latino Silvio   | Latino Silvio   | Latino Silvio   | Latino Silvio | Latino Silvio |            |            |            |            |            |            |        |        |      |      |
|  |  |        |        |        |        |                 |                 |                 |                 |                 |                 |          |          |                 |                 | Alba            |                 |                 |                 |               |               |            |            |            |            |            |            |        |        |      |      |
|  |  |        |        |        |        |                 |                 |                 |                 |                 |                 |          |          |                 |                 |                 |                 |                 |                 |               |               |            |            |            |            |            |            |        |        |      |      |
|  |  |        |        |        |        |                 |                 |                 |                 |                 |                 |          |          |                 |                 | Atys            |                 |                 |                 |               |               |            |            |            |            |            |            |        |        |      |      |
|  |  |        |        |        |        |                 |                 |                 |                 |                 |                 |          |          |                 |                 |                 |                 |                 |                 |               |               |            |            |            |            |            |            |        |        |      |      |
|  |  |        |        |        |        |                 |                 |                 |                 |                 |                 |          |          |                 |                 | Capys           |                 |                 |                 |               |               |            |            |            |            |            |            |        |        |      |      |
|  |  |        |        |        |        |                 |                 |                 |                 |                 |                 |          |          |                 |                 |                 |                 |                 |                 |               |               |            |            |            |            |            |            |        |        |      |      |
|  |  |        |        |        |        |                 |                 |                 |                 |                 |                 |          |          |                 |                 | Capeto          |                 |                 |                 |               |               |            |            |            |            |            |            |        |        |      |      |
|  |  |        |        |        |        |                 |                 |                 |                 |                 |                 |          |          |                 |                 |                 |                 |                 |                 |               |               |            |            |            |            |            |            |        |        |      |      |
|  |  |        |        |        |        |                 |                 |                 |                 |                 |                 |          |          |                 |                 | Tiberino Silvio |                 |                 |                 |               |               |            |            |            |            |            |            |        |        |      |      |
|  |  |        |        |        |        |                 |                 |                 |                 |                 |                 |          |          |                 |                 |                 |                 |                 |                 |               |               |            |            |            |            |            |            |        |        |      |      |
|  |  |        |        |        |        |                 |                 |                 |                 |                 |                 |          |          |                 |                 | Agrippa         |                 |                 |                 |               |               |            |            |            |            |            |            |        |        |      |      |
|  |  |        |        |        |        |                 |                 |                 |                 |                 |                 |          |          |                 |                 |                 |                 |                 |                 |               |               |            |            |            |            |            |            |        |        |      |      |
|  |  |        |        |        |        |                 |                 |                 |                 |                 |                 |          |          |                 |                 | Romolo Silvio   |                 |                 |                 |               |               |            |            |            |            |            |            |        |        |      |      |
|  |  |        |        |        |        |                 |                 |                 |                 |                 |                 |          |          |                 |                 |                 |                 |                 |                 |               |               |            |            |            |            |            |            |        |        |      |      |
|  |  |        |        |        |        |                 |                 |                 |                 |                 |                 |          |          |                 |                 | Aventino        |                 |                 |                 |               |               |            |            |            |            |            |            |        |        |      |      |
|  |  |        |        |        |        |                 |                 |                 |                 |                 |                 |          |          |                 |                 |                 |                 |                 |                 |               |               |            |            |            |            |            |            |        |        |      |      |
|  |  |        |        |        |        |                 |                 |                 |                 |                 |                 |          |          |                 |                 | Proca           |                 |                 |                 |               |               |            |            |            |            |            |            |        |        |      |      |
|  |  |        |        |        |        |                 |                 |                 |                 |                 |                 |          |          |                 |                 |                 |                 |                 |                 |               |               |            |            |            |            |            |            |        |        |      |      |
|  |  |        |        |        |        |                 |                 |                 |                 |                 |                 |          |          |                 |                 |                 |                 |                 |                 |               |               |            |            |            |            |            |            |        |        |      |      |
|  |  |        |        |        |        |                 |                 |                 |                 |                 |                 |          |          |                 |                 | Numitore        | Numitore        | Numitore        | Numitore        | Numitore      | Numitore      |            |            | Amulio     | Amulio     | Amulio     | Amulio     | Amulio | Amulio |      |      |
|  |  |        |        |        |        |                 |                 |                 |                 |                 |                 |          |          |                 |                 | Numitore        | Numitore        | Numitore        | Numitore        | Numitore      | Numitore      |            |            | Amulio     | Amulio     | Amulio     | Amulio     | Amulio | Amulio |      |      |
|  |  |        |        |        |        |                 |                 |                 |                 |                 |                 |          |          | Rea Silvia      | Rea Silvia      | Rea Silvia      | Rea Silvia      | Rea Silvia      | Rea Silvia      |               |               | Ares/Marte | Ares/Marte | Ares/Marte | Ares/Marte | Ares/Marte | Ares/Marte |        |        |      |      |
|  |  |        |        |        |        |                 |                 |                 |                 |                 |                 |          |          | Rea Silvia      | Rea Silvia      | Rea Silvia      | Rea Silvia      | Rea Silvia      | Rea Silvia      |               |               | Ares/Marte | Ares/Marte | Ares/Marte | Ares/Marte | Ares/Marte | Ares/Marte |        |        |      |      |
|  |  |        |        |        |        |                 |                 |                 |                 |                 |                 |          |          |                 |                 |                 |                 |                 |                 |               |               |            |            |            |            |            |            |        |        |      |      |
|  |  |        |        |        |        |                 |                 |                 |                 |                 |                 |          |          |                 |                 |                 |                 |                 |                 |               |               |            |            |            |            |            |            |        |        |      |      |
|  |  |        |        |        |        |                 |                 |                 |                 | Hersilia        | Hersilia        | Hersilia | Hersilia | Hersilia        | Hersilia        |                 |                 | Romolo          | Romolo          | Romolo        | Romolo        | Romolo     | Romolo     |            |            | Remo       | Remo       | Remo   | Remo   | Remo | Remo |
|  |  |        |        |        |        |                 |                 |                 |                 | Hersilia        | Hersilia        | Hersilia | Hersilia | Hersilia        | Hersilia        |                 |                 | Romolo          | Romolo          | Romolo        | Romolo        | Romolo     | Romolo     |            |            | Remo       | Remo       | Remo   | Remo   | Remo | Remo |
|  |  |        |        |        |        |                 |                 |                 |                 |                 |                 |          |          |                 |                 |                 |                 |                 |                 |               |               |            |            |            |            |            |            |        |        |      |      |
|  |  |        |        |        |        |                 |                 |                 |                 |                 |                 |          |          | Prima e Avilio  |                 |                 |                 |                 |                 |               |               |            |            |            |            |            |            |        |        |      |      |

## Iconografia
Nell'antica arte romana Ascanio è perlopiù raffigurato sotto l'aspetto di un giovane vestito con i tipici abiti della Frigia, come il berretto a punta: a volte invece indossa una clamide corta, quella regalatagli da Andromaca nel terzo libro dell'Eneide.
Si dà qui di seguito un elenco di opere d'arte, antiche e moderne, in cui è presente Ascanio:
- Un dipinto rinvenuto a Pompei, Enea curato da Iapige, mostra Ascanio in lacrime accanto al padre ferito durante la guerra contro gli italici.
- Nell'Incendio di Borgo, affresco di Raffaello Sanzio nelle Stanze Vaticane, all'estrema sinistra sono rappresentati Enea, Anchise e Ascanio fuggenti da Troia in fiamme: Enea porta sulle spalle il vecchio padre, affiancato da Ascanio.
- L'episodio della fuga da Troia è stato immortalato anche da Gianlorenzo Bernini nel gruppo marmoreo Enea, Anchise e Ascanio.
- Uno degli affreschi di Villa Valmarana ai Nani, realizzati da Giovanbattista Tiepolo, è Enea presenta Amore a Didone, nelle sembianze di Ascanio: si tratta di uno degli episodi che compongono la Sala dell'Eneide.
- Il personaggio appare come protagonista assoluto in Ascanio uccide la cerva di Almone, opera pittorica di Corrado Giaquinto.

## Omaggi
- Gli è stato intitolato uno dei crateri di Dione.

### Fonti
- Publio Virgilio Marone, Eneide
- Servio Mario Onorato, Commenti a Virgilio, Eneide
- Conone, Narrationes 41
- Igino, Fabulae
- Arnobio, Adversus Nationes

### Traduzione delle fonti
- Rosa Calzecchi Onesti, Eneide, Testo a fronte, Torino, Einaudi, 1989, ISBN 88-06-11613-4.
- Onorato Castellino, Vincenzo Peloso, Eneide, sesta edizione, Torino, Società Editrice Internazionale, 1972., Traduzione di Annibal Caro

### Moderna
- Robert Graves, I miti greci, Milano, Longanesi, ISBN 88-304-0923-5.
- Pierre Grimal, Dizionario di mitologia, Parigi, Garzanti, 2005, ISBN 88-11-50482-1.
- Angela Cerinotti, Miti dell'antica Grecia e di Roma Antica, Verona, Demetra, 1998, ISBN 978-88-440-0721-8.
- Felice Ramorino, Mitologia Classica illustrata, Milano, Ulrico Hoepli, 2004, ISBN 88-203-1060-0.
- Gaetana Miglioli, Romanzo della mitologia dalla A alla Z, Firenze, G. D'Anna, 2007, ISBN 88-8104-731-4.